# Buddy Guy
George "Buddy" Guy (født 30. juli 1936) er en amerikansk bluesmusiker, guitarist og sanger. Han er fremtrædende eksponent for Chicago blues og har haft indflydelse på en lang række fremtrædende guitarister, så som Jimi Hendrix, Eric Clapton, Jimmy Page, Keith Richards, Jeff Beck, John Mayer og Stevie Ray Vaughan. I 1960'erne spillede Buddy Guy som hus-guitarist på Chess Records bl.a. sammen med Muddy Waters, hvor han også indledte et musikalsk partnerskab med mundharmonikaspilleren Junior Wells.
Guy er optaget som nr. 30 på Rolling Stone magazines "liste over de 100 største guitarister gennem tiderne". Hans sang "Stone Crazy" er optaget som nr. 78. på Rolling Stone listen over "100 Greatest Guitar Songs of All Time". Eric Clapton har tidligere beskrevet ham som "den bedste nulevende guitarist".